# Bataille d'El-Moungar
 (avril 2018).
Campagne de pacification du Maroc
Le combat d'El-Moungar voit s'opposer les légionnaires de la 22e compagnie montée du 2e Étranger et des Berabers, guerriers nomades du Sud-marocain alors que les premiers participaient à l'escorte d'un convoi périodique de ravitaillement le 2 septembre 1903.

## Premier combat d'El Moungar
Le 30 juillet 1900, la 22e compagnie montée du 2e Étranger, commandée alors par le capitaine Sérant ainsi que le 2e régiment de tirailleurs algériens, commandé par le capitaine Bichemin sont attaqués par un fort parti beraber.
Ces derniers sont mis en fuite, mais 8 légionnaires sont tués dans l'assaut.

## Campagne précédant la bataille
Le 20 juillet 1901 est signé à Paris un accord entre Paul Révoil, chargé d'affaires de la France à Tanger et la délégation chérifienne. Cet accord avait pour but de régler la situation des tribus nomades du Sud-oranais, tribus turbulentes qui avaient beaucoup de mal à s'accommoder des contraintes frontalières.
Mais ces tribus, vivant aux confins algéro-marocains, qui se souciaient peu des traités de salons, poursuivirent les pillages des caravanes, les vols de troupeaux, les attaques de postes, etc.
Au cours de l'année 1903, les attaques s'intensifièrent. Les raids des tribus Beraber, Oulad Djerir, Beni Guil se firent de plus en plus audacieux. 
Le 31 mai 1903, le gouverneur général de l'Algérie, Charles Jonnart est attaqué lors de l'une de ses tournées dans le sud-oranais. Les combats de Taghit, à la fin août, laissèrent les Berabers sur un échec qu'ils se devaient de venger pour l'honneur.

## Déroulement
Le 2 septembre 1903 à 3 h 45 du matin, les légionnaires de la 22e compagnie montée du 2e Etranger, accompagnés d'un peloton de 20 spahis (5e escadron du 1er Régiment) commencent leur escorte. Le convoi, fort de plus de 1000 dromadaires est scindé en trois. Les légionnaires escortent le deuxième tiers.
À 9 h 30, le convoi et son escorte font halte, protégés par les spahis. À ce moment, les assaillants ouvrent un feu nourri. Le capitaine Vauchez et son adjoint, le lieutenant Selchauhansen tombent les premiers (le capitaine décède le lendemain et le lieutenant quelques jours plus tard). Les légionnaires, accompagnés des spahis dont le chef, le maréchal-des-logis Damien est mort, doivent se replier sur deux pitons bordant l'ouest de la piste.
À 10 h 30, le sergent-fourrier Tisserand, qui commande les survivants envoie à Taghit deux cavaliers demander des renforts. Ceux-ci se mettent immédiatement en route, aux ordres du capitaine de Susbielle.
Les Berabers prennent pied sur la ligne de crête où se situent les légionnaires mais en sont rapidement chassés par un feu nourri. Le sergent-fourrier, blessé une seconde fois, laisse le commandement au caporal Detz.
À 17 h 30, l'arrivée des premiers renforts, les mokhaznis de Taghit met en fuite les Berabers.

## Conclusions

### Bilan
Dans l'expédition française on compte, immédiatement après la bataille, trente-sept tués dont : trente-quatre légionnaires, deux spahis ainsi que les deux officiers. L'escorte dénombrera plus de 49 blessés (dont certains ont jusqu'à 5 blessures!); l'un d'entre eux décédera au poste de Taghit le 15 octobre. Le nombre de tués et de blessés des résistants algériens est inconnu. 

### Récompenses
Un décret présidentiel français accorda, à tous les survivants français du combat, la médaille coloniale, avec agrafe Sahara.
Par ailleurs, la 22e compagnie montée du 2e Étranger reçut une citation à l'ordre du corps d'armée.
Le sergent-fourrier Tisserand fut nommé lieutenant à la suite du combat. Le sergent Charlier fut fait chevalier de la Légion d'honneur.

### Décisions
À l'issue de ces combats et de ces raids incessants, le gouverneur français de l'Algérie se devait de réagir. Il obtint la nomination du colonel Lyautey à la tête des troupes non embrigadées de la division d'Oran et Aïn-Sefra. Celui-ci, rapidement nommé général entama ce qui fut appelé plus tard la « pacification » du Maroc par les historiens français , et la seconde guerre du Maroc par les marocains, qui durera jusqu'en 1934 avec la lutte, y compris par des bombardements aériens, contre  les tribus Ait Baamrane du Sud-Ouest et des tribus sahariennes marocaines des confins.
Désormais, le 2e régiment étranger d’infanterie commémore, le 2 septembre, ce fait d'armes, honorant ainsi le sacrifice de ses anciens.

## Sources
- Jacques Gandini, El Moungar : les combats de la Légion dans le Sud-Oranais, 1900-1903, Calvisson, Extrêm'sud Editions, 1999, 144 p. (ISBN 978-2-913-41204-0, OCLC 467934032)
- « Historique de la bataille d'El Moungar », sur Ministère de la défense, 8 juillet 2010
- Service d'information et de relations publiques de l'armée de Terre (SIRPA Terre)
- Division communication et information de la Légion étrangère